# Coalgate (Oklahoma)
Pour les articles homonymes, voir Coalgate.
La ville de Coalgate est le siège du comté de Coal, dans l’État de l’Oklahoma, aux États-Unis. Lors du recensement de 2010, elle comptait 1 967 habitants.

## Source
- (en) Cet article est partiellement ou en totalité issu de l’article de Wikipédia en anglais intitulé « Coalgate, Oklahoma » (voir la liste des auteurs).

1. ↑  (en) « Coalgate, OK Population - Census 2010 and 2000 Interactive Map, Demographics, Statistics, Quick Facts », sur censusviewer.com (consulté le 28 mars 2020)